# Wierzbie (powiat nyski)
Wierzbie (niem. Weidengut, do 1936 r. Wiersbel) – wieś w Polsce, położona w województwie opolskim, w powiecie nyskim, w gminie Łambinowice.
W miejscowości działa Stowarzyszenie Przyrodniczo-Kulturowe Panorama Wierzbia.

## Nazwa
28 lipca 1936 r. w miejsce nazwy Wiersbel wprowadzono nazwę Weidengut. 12 listopada 1946 r. ustalono urzędową polską nazwę miejscowości – Wierzbie.
Nazwa wywodzi się od polskiej nazwy drzewa – wierzby. Heinrich Adamy zaliczył ją do grupy miejscowości, których nazwy wywodzą się od tego drzewa – von wierzba = Weide. W swoim wykazie nazw miejscowych na Śląsku, wydanym w 1888 roku we Wrocławiu, wymienia jako najwcześniej zanotowaną nazwę miejscowości w formie Wiersbie, podając jej znaczenie Weidenbusch (pol. wierzbowe zarośla).

## Historia
Obszar obecnej miejscowości ma długą historię, sięgającą daleko wcześniej od pierwszych zapisków w dokumentach, pochodzących z 1442 roku. Istnieją materialne dowody na to, że ślady osadnicze na obszarze Wierzbia wywodzą się z czasów prehistorycznych i starożytnych, szczególnie zaś z mezolitu i neolitu oraz z epoki brązu. Osadnictwo na szerszą skalę rozwinęło się na tym obszarze z początkiem średniowiecza, a opierało się najpewniej o skraj dawnej Puszczy Śląskiej.
Miejscowość położona na granicy księstwa niemodlińskiego z nyskim księstwem biskupim często zmieniała swoich właścicieli. Obejmowały ją, jak i odrębne dobra ziemskie Wierzbie, m.in. rodziny Tschammer (Lambinowiccy), Schaffgotsch, Mettich, Nowagk, Burghauss, Drescher, Puckler, Praschma i Strachwitz. Niemal od początku, rozumianego jako początek źródłowo pisany, aż do 2. poł. XIX wieku, Wierzbie podlegało hrabstwu Korfantów (Herrschaft Friedland). Osiedlenie się w 1873 roku Alexandra von Strachwitz rozpoczęło tworzenie majątku opartego na zasadzie majoratu. Z tego czasu pochodzi dawna zabudowa folwarczna i park dworski.
Od 1776 r. wieś posiadała pieczęć gminną, na której wizerunku umieszczono drzewo o długim pniu i rozłożystych gałęziach (wierzba?).
Jak się wydaje do czasów II wojny światowej Wierzbie nie było areną wojennych potyczek, jednakże uległo spustoszeniu w trakcie wojny trzydziestoletniej. Od końca XVIII wieku w Wierzbiu istniała szkoła, w której zatrudniano początkowo dwóch nauczycieli. W 1880 roku, placówka kształciła 256 uczniów.k
W latach 1794–1795 roku z fundacji Burghaussów z Korfantowa w miejscowości powstała barokowa kaplica Krzyża Świętego, pełniąca funkcję kościoła filialnego, zaś w latach 1905–1906 został wzniesiony, trzeci pod względem wielkości w dawnym powiecie niemodlińskim, neoromański kościół Podwyższenia Krzyża Świętego. Aż do 1921 roku, a więc roku powołania samodzielnej parafii, Wierzbie podlegało parafii Przechód.
Najbujniejszy rozwój Wierzbie przeżywało od połowy XIX wieku. Z 491 mieszkańców w 1830 r. liczba ludności miejscowości zwiększyła się do 1013 w 1861 roku. W tym też czasie zmienił się charakter miejscowości – z miejscowości typowo rolniczej przekształciła się w miejscowość usługowo-rolniczą. W 1. poł. XX wieku powstała w Wierzbiu m.in. Fabryka Butów Sieberta, zatrudniająca nawet do 50 osób, Fabryka Siatki Ogrodzeniowej oraz liczne rodzinne zakłady rzemieślnicze. Jako że miejscowość słynęła wówczas z hodowli bydła, organizowano w niej coroczne jarmarki.
W 1940 roku (1938) powstało w Wierzbiu niemieckie lotnisko wojskowe, pełniące początkowo funkcję lotniska ćwiczebnego. Pod koniec wojny do funkcjonującej w miejscowości jednostki myśliwskiej, w ramach Jagdschwader 52, dołączono także jednostkę szturmową. Na lotnisku przebywał m.in. as niemieckiego myślistwa Erich Hartmann (1945 r.), oraz prawdopodobnie, jako jeniec, jeden z najsłynniejszych pilotów brytyjskich Douglas Bader. II wojna światowa oszczędziła Wierzbie. Szacuje się, że około 30 mieszkańców miejscowości to ofiary zawieruchy końca wojny i okresu bezpośrednio powojennego. Zaraz po wojnie liczba ludności Wierzbia wynosiła niespełna 700 osób. Nowo przybyli repatrianci pochodzili głównie z województw: wołyńskiego, lwowskiego i tarnopolskiego.
W 2007 r. Wierzbie zdobyło dwa I miejsca w konkursie Urzędu Marszałkowskiego Województwa Opolskiego „Piękna wieś opolska”, w kategoriach: „Najlepszy projekt odnowy wsi” i „Najlepszy start w Odnowie wsi”.

## Zabytki

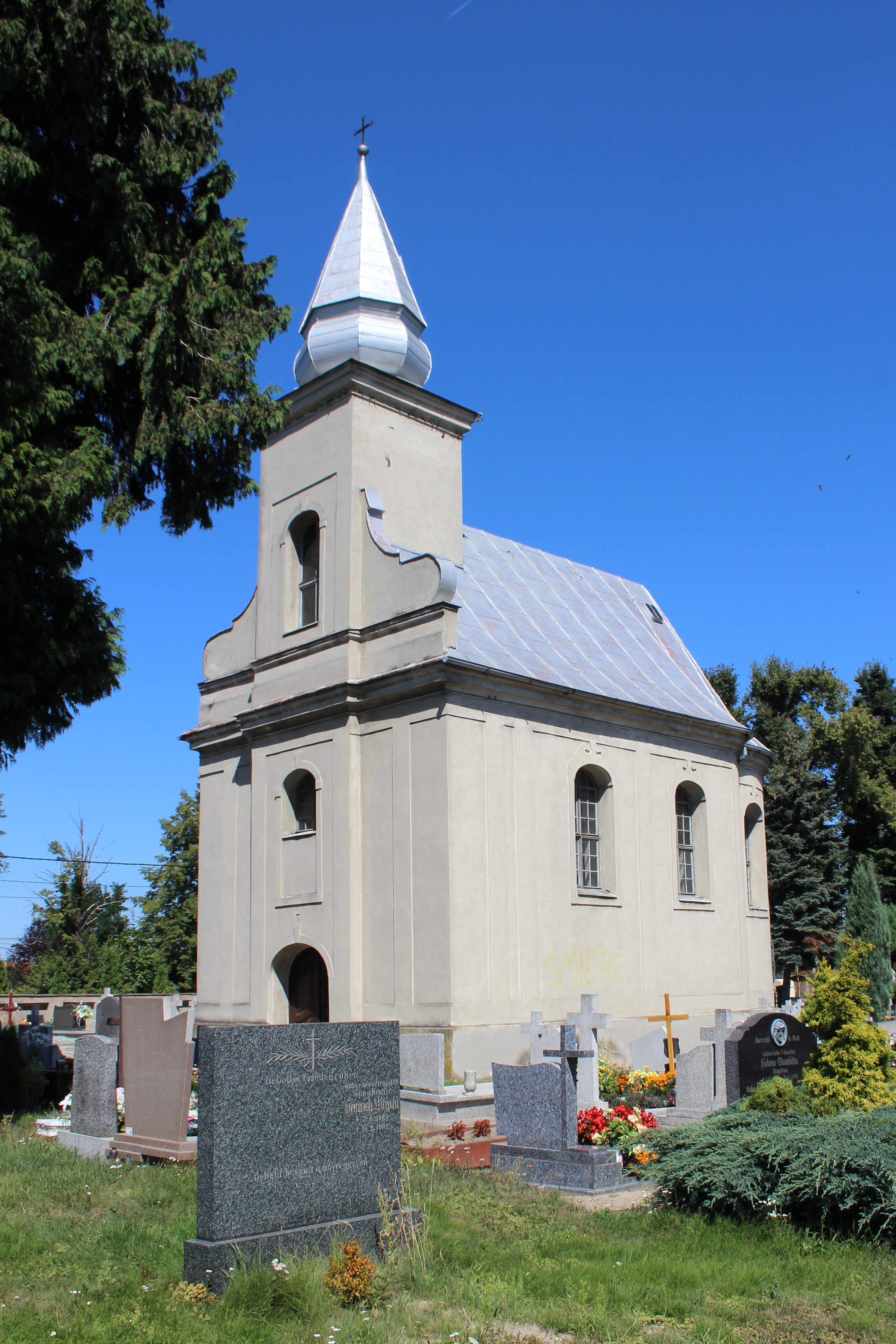
Kaplica cmentarna

Do wojewódzkiego rejestru zabytków wpisane są:
- kościół pw. Podwyższenia Krzyża Świętego, wybudowany w latach 1905–1906, prawd. arch. Joseph Ebers
- kaplica cmentarna, z 1794-1795 roku
- park pałacowy – podworski, pozostałość z XVIII–XIX wieku

Inne zabytki:
- lapidarium.

## Pomniki przyrody
- dwa platany klonolistne,
- osiem dębów.